# Xarxa de dos ports

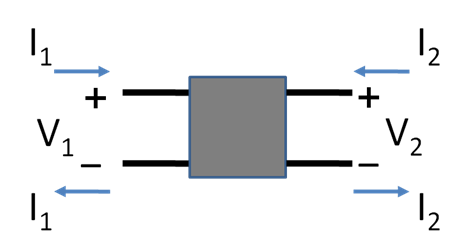
Figura 1: Exemple de xarxa de dos ports amb definicions de símbols. Observeu que la condició del port es compleix: el mateix corrent flueix a cada port que surt d'aquest port.

Una xarxa de dos ports (una mena de xarxa de quatre terminals o quadripol) és una xarxa elèctrica (circuit) o dispositiu amb dos parells de terminals per connectar-se a circuits externs. Dos terminals constitueixen un port si els corrents aplicats a ells compleixen el requisit essencial conegut com a condició de port: el corrent elèctric que entra en un terminal ha de ser igual al corrent que surt de l'altre terminal del mateix port. Els ports constitueixen interfícies on la xarxa es connecta a altres xarxes, els punts on s'apliquen senyals o es prenen sortides. En una xarxa de dos ports, sovint el port 1 es considera el port d'entrada i el port 2 el port de sortida.
S'utilitza en l'anàlisi de circuits matemàtics.
El model de xarxa de dos ports s'utilitza en tècniques d'anàlisi de circuits matemàtics per aïllar porcions de circuits més grans. Una xarxa de dos ports es considera una "caixa negra" amb les seves propietats especificades per una matriu de números. Això permet calcular fàcilment la resposta de la xarxa als senyals aplicats als ports, sense resoldre totes les tensions i corrents interns de la xarxa. També permet comparar fàcilment circuits o dispositius similars. Per exemple, els transistors sovint es consideren de dos ports, caracteritzats pels seus paràmetres h (vegeu més avall) que figuren a la llista del fabricant. Qualsevol circuit lineal amb quatre terminals es pot considerar com una xarxa de dos ports sempre que no contingui una font independent i compleixi les condicions del port.
Exemples de circuits analitzats com a dos ports són els filtres, les xarxes de concordança, les línies de transmissió, els transformadors i els models de senyal petita per a transistors (com el model híbrid-pi). L'anàlisi de xarxes passives de dos ports és una conseqüència dels teoremes de reciprocitat derivats per primera vegada per Lorentz.
En els models matemàtics de dos ports, la xarxa es descriu mitjançant una matriu quadrada de 2 per 2 de nombres complexos. Els models habituals que s'utilitzen s'anomenen paràmetres Z, paràmetres Y, paràmetres H, paràmetres g i paràmetres ABCD, cadascun es descriu individualment a continuació. Totes elles es limiten a xarxes lineals, ja que una hipòtesi subjacent de la seva derivació és que qualsevol condició de circuit donada és una superposició lineal de diverses condicions de curtcircuit i circuit obert. Normalment s'expressen en notació matricial i estableixen relacions entre les variables:
, tensió al port 1
, corrent al port 1
, tensió al port 2
, corrent al port 2